# Renate Gradistanac
Renate Gradistanac geb. Höffler (* 27. Juni 1950 in Backnang) ist eine deutsche Politikerin (SPD).

## Leben und Beruf
Als einziges Kind eines Ingenieurs besuchte sie in zwölf Jahren fünf Schulen in mehreren Bundesländern. Nach der Mittleren Reife besuchte Renate Gradistanac die Höhere Handelsschule in Böblingen und absolvierte anschließend eine Ausbildung zur Gymnastiklehrerin an der Berufsfachschule Kiedaisch in Stuttgart, wo sie anschließend auch als Assistentin tätig war. Außerdem arbeitete sie als Gymnastiklehrerin an der Grund- und Hauptschule in Nagold.
Renate Gradistanac ist mit dem serbischstämmigen Künstler Georg Gradistanac verheiratet und hat zwei Töchter.

## Partei
Sie war in den Jahren 1989 bis 2009 Mitglied der SPD und war von 1991 bis 2001 stellvertretende Vorsitzende des SPD-Kreisverbandes Calw.
Seit 1993 ist Renate Gradistanac stellvertretende Vorsitzende des Kreisverbandes Calw der Arbeitsgemeinschaft sozialdemokratischer Frauen (ASF). Von 1995 bis 2003 gehörte sie auch dem ASF-Landesvorstand in Baden-Württemberg an. Nach der Bundestagswahl 2009 ist sie aus dieser Partei ausgetreten.

## Abgeordnete
In den Jahren 1989 bis 1999 war Renate Gradistanac Mitglied im Stadtrat von Wildberg und von 1994 bis 2002 im Kreistag des Landkreises Calw.
Von 1998 bis 2009 war sie Mitglied des Deutschen Bundestages. Hier war sie seit Januar 2005 stellvertretende Sprecherin der Arbeitsgruppe Tourismus und seit November 2005 auch der Arbeitsgruppe Familie, Senioren, Frauen und Jugend der SPD-Bundestagsfraktion.
Renate Gradistanac ist stets über die Landesliste Baden-Württemberg in den Bundestag eingezogen.